# Benjamin Alard
Pour les articles homonymes, voir Alard.
Benjamin Alard est un organiste, claveciniste et clavicordiste français né le 13 juillet 1985 à Rouen.

## Études et concours
Originaire des Grandes-Ventes en Seine-Maritime, Benjamin Alard est initié à l'orgue par le curé de sa paroisse qui l'envoie rapidement à l'École nationale de musique de Dieppe. Intéressé par la musique ancienne, il poursuit l'étude de l'orgue avec Louis Thiry et François Ménissier au conservatoire de Rouen et commence le clavecin avec Élisabeth Joyé à Paris.
Il est admis en 2003 à la Schola Cantorum de Bâle dans les classes de Jean-Claude Zehnder pour l'orgue et de Jörg-Andreas Bötticher et d'Andrea Marcon pour le clavecin.
En 2004, il remporte le concours international de clavecin de Bruges au jury duquel apparaît Gustav Leonhardt.
En 2007, Benjamin Alard est vainqueur du Concours d'orgue Gottfried-Silbermann de Freiberg. La même année, il est lauréat de la Fondation Juventus et nommé dans la catégorie "Révélation instrumentale" aux Victoires de la musique classique 2008.

## Carrière
En 2005, à l'âge de vingt ans, il est premier nommé au concours de titulaire du nouvel orgue Bernard-Aubertin pour l'église Saint-Louis-en-l'Île à Paris. Il y crée une saison de concerts, Claviers en l'Isle, où il se produit en récital et invite de jeunes talents à se faire connaître du public. Cette série est reprise en 2017 par l'Association des Grandes-Orgues de Saint-Louis-en-l'Île.
En 2009, dans le cadre du projet « Bach hors les murs » du Théâtre des Champs-Élysées, il participe à une intégrale de l'œuvre pour orgue de Bach, en compagnie des organistes Francis Jacob, Bernard Foccroulle, Jan Willem Jansen et Michel Bouvard.
Il entame en 2012 une résidence de longue durée au Palau de la Música Catalana de Barcelone au cours de laquelle il interprète l'intégrale de la musique pour clavecin de Bach. À l'invitation de la Philharmonie de Paris en 2014, il participe à une autre intégrale de ce type, mais sur instruments historiques. À cette occasion, il se produit en public pour la première fois au clavicorde.
Benjamin Alard a été l'invité régulier de salles et de festivals en France (Philharmonie de Paris, Auditorium du Musée du Louvre, Théâtre des Abbesses, Festival de Saintes, Festival Radio-France Occitanie Montpellier, Folle journée de Nantes…). Par ailleurs, sa carrière de concertiste s'est déployée très tôt aux quatre coins du monde, se produisant notamment en Corée, au Japon, en Russie et sur le continent américain : il est invité en particulier depuis 2017 au Boston Early Music Festival où il se produit aussi bien à l'orgue, au clavecin qu'au clavicorde. En Europe, il est régulièrement présent au festival Oude Muziek d'Utrecht.
Son activité de soliste se complète de collaborations avec de nombreux artistes, jouant régulièrement à plusieurs clavecins (avec Élisabeth Joyé notamment) et en musique de chambre. En 2009, à l'invitation du Festival international de musique ancienne de Saint-Pétersbourg, il crée un spectacle original avec le metteur en scène Benjamin Lazar autour de textes et de musiques du XVIIe siècle. Benjamin Alard a collaboré en outre de 2005 à 2017 avec La Petite Bande, ensemble fondé et dirigé par le violoniste Sigiswald Kuijken et le claveciniste Gustav Leonhardt, dont il assurait régulièrement la basse continue. En 2013, il a pris la direction de l'ensemble pour plusieurs projets autour de concertos pour orgue de Haendel et de cantates de Bach.
En janvier 2020, il bénéficie d'une nouvelle résidence en Espagne au CNDM (Centro Nacional de Difusión Musical) au cours de laquelle il donne à plusieurs reprises l'intégrale de la Clavier-Übung de Bach en six concerts,,,.
En décembre 2022, il fait ses débuts à la Library of Congress de Washington.
L'église Saint-Louis-en-l'Île faisant l'objet d'un grand chantier de restauration à partir de 2019, l'orgue Aubertin est condamné au silence pendant cinq ans. Benjamin Alard célèbre la réouverture de l'édifice le 24 juin 2024 en donnant un concert consacré à Johann Sebastian Bach. Un an plus tard, le 23 juin 2025, il fête les vingt ans de son accession au titulariat de cette tribune avec un concert anniversaire au cours duquel il joue Couperin, Rameau, Saint-Saëns, Bach ainsi que Messiaen en hommage à son maître Louis Thiry décédé six ans plus tôt.

## Discographie
Benjamin Alard enregistre depuis 2006, aussi bien à l'orgue qu'au clavecin, en solo ou dans le cadre de collaborations artistiques. Ses disques ont été accueillis favorablement par la critique, l'enregistrement de la Clavier-Übung II pour Alpha recevant même le « Choc de l'année 2011 » du magazine Classica.
En novembre 2017, le label Harmonia Mundi annonce une collaboration avec Benjamin Alard en vue d'une intégrale de l'œuvre pour clavier de Bach (orgue et clavecin) à partir du printemps 2018. Prévu en quatorze volumes dans un premier temps, le projet doit finalement en comprendre dix-sept,.
Ce projet discographique est distingué par de nombreuses récompenses telles que l'enregistrement du mois par le magazine britannique Gramophone et le Diapason d'or-Arte pour le volume 6 de l'intégrale consacré au premier livre du Clavier bien tempéré,.

### Intégrale de l'œuvre pour clavier de Bach
Tous ces enregistrements sont parus sous le label Harmonia Mundi :
- Volume 1 - "Le jeune héritier" (mars 2018 - coffret 3 CD)   Orgue André Silbermann (1718) de l'église Sainte-Aurélie de Strasbourg. Clavecin d'Émile Jobin, inspiré d’un Ruckers de 1612 et d’un Dulcken de 1747[32]. Compléments de programme de Johann Michael Bach, Johann Christoph Bach, Frescobaldi, Kuhnau, Boehm, Froberger, Pachelbel, Marchand, Grigny.
- Volume 2 - "Vers le nord 1705-1708" (avril 2019 - coffret 4 CD)   Orgue Freytag-Tricoteaux (2001) de l'église Saint Vaast de Béthune[33]. Claviorganum de Quentin Blumenroeder. Compléments de programme de Buxtehude, Reincken, Pachelbel.
- Volume 3 - "À la française" (juin 2020 - coffret 3 CD)   Clavecin historique du Château d'Assas (Hérault) ; orgue André Silbermann (1710) de l'Abbaye Saint-Etienne de Marmoutier (Bas-Rhin) ; clavecin de Philippe Humeau, d'après Carl Conrad Fleischer de 1720. Compléments de programme de Fischer, François Couperin, Grigny, Raison.
- Volume 4 - "Alla Veneziana" (mars 2021 - coffret 3 CD)   Clavecin historique Mattia de Gand (1702) du musée Santa Caterina de Trévise ; clavecin à pédalier de Philippe Humeau (1993) d'après Carl Conrad Fleischer de 1720 ; orgue André Silbermann (1710) de l'Abbaye Saint-Étienne de Marmoutier (Bas-Rhin).
- Volume 5 - "Weimar 1708-1717 : Toccatas & fugues" (novembre 2021 - coffret 3 CD)   Orgue Quentin Blumenroeder du Temple du Foyer de l'Ame de Paris ; clavecin à pédalier de Philippe Humeau (1993) d'après Carl Conrad Fleischer de 1720 ; clavicorde Emile Jobin d'après Christian Gottfried Friederici (Gera, 1773).
- Volume 6 - "Le Clavier Bien Tempéré" (mars 2022 - coffret 3 CD)   Clavecin historique Hieronymus Albrecht Hass (Hambourg, 1740)  et clavicorde Johann Adolf Hass (Hambourg, 1763) du musée instrumental de Provins. Complément de programme de Wilhelm Friedemann Bach.
- Volume 7 - "Petit Livre d'Orgue" BWV 599-644 (octobre 2022 - coffret 2 CD)  Orgue Quentin Blumenroeder du Temple du Foyer de l'Ame de Paris, avec la participation de l'ensemble vocal Bergamasque et du chœur d'enfants de la Maîtrise de Notre-Dame de Paris.
- Volume 8 - "Köthen, 1717-1723 - Pour Maria Barbara" (mai 2023 - coffret 3 CD)   Clavecin de Joannes Couchet (ca. 1645, restauré vers 1720 par François-Étienne Blanchet) du musée instrumental de Provins ; clavicorde Emile Jobin (2018) d'après Christian Gottfried Friederici (Gera, 1773) avec pédalier réalisé en collaboration avec la Manufacture Quentin Blumenroeder (2021). Complément de programme de François Couperin.
- Volume 9 - "Köthen, 1717-1723 - Les Années Heureuses" (mai 2024 - coffret 2 CD)   Clavecin historique Hieronymus Albrecht Hass (Hambourg, 1740) du musée instrumental de Provins, avec la participation de Marc Mauillon (baryton), Sien Huybrechts (flûte), Anne Pekkala & Paul Monteiro (violons), Samantha Montgomery (alto) et Ronan Kernoa (basse de violon).
- Volume 10 - "Trio sonatas BWV 525-530 - Notenbüchlein für A. M. Bach" (mai 2025 - coffret 3 CD), avec le concours de la soprano Gerlinde Sämman. Clavecin de Philippe Humeau (1993) d'après Carl Conrad Fleischer (Hambourg, 1720) avec pédalier de Quentin Blumenroeder (2017) ; clavicorde Emile Jobin (2018) d'après Christian Gottfried Friederici (Gera, 1773) assemblé au clavicorde de Jean Tournay (1996) d'après David Tannenberg (Lititz, fin XVIIIe) avec pédalier de Quentin Blumenroeder (2021) ; clavicorde Johann Adolf Hass (Hambourg, 1763) du musée instrumental de Provins. Compléments de programme de François Couperin, Carl Philipp Emanuel Bach, Gottfried Heinrich Stölzel, Georg Böhm, Johann Adolf Hasse.

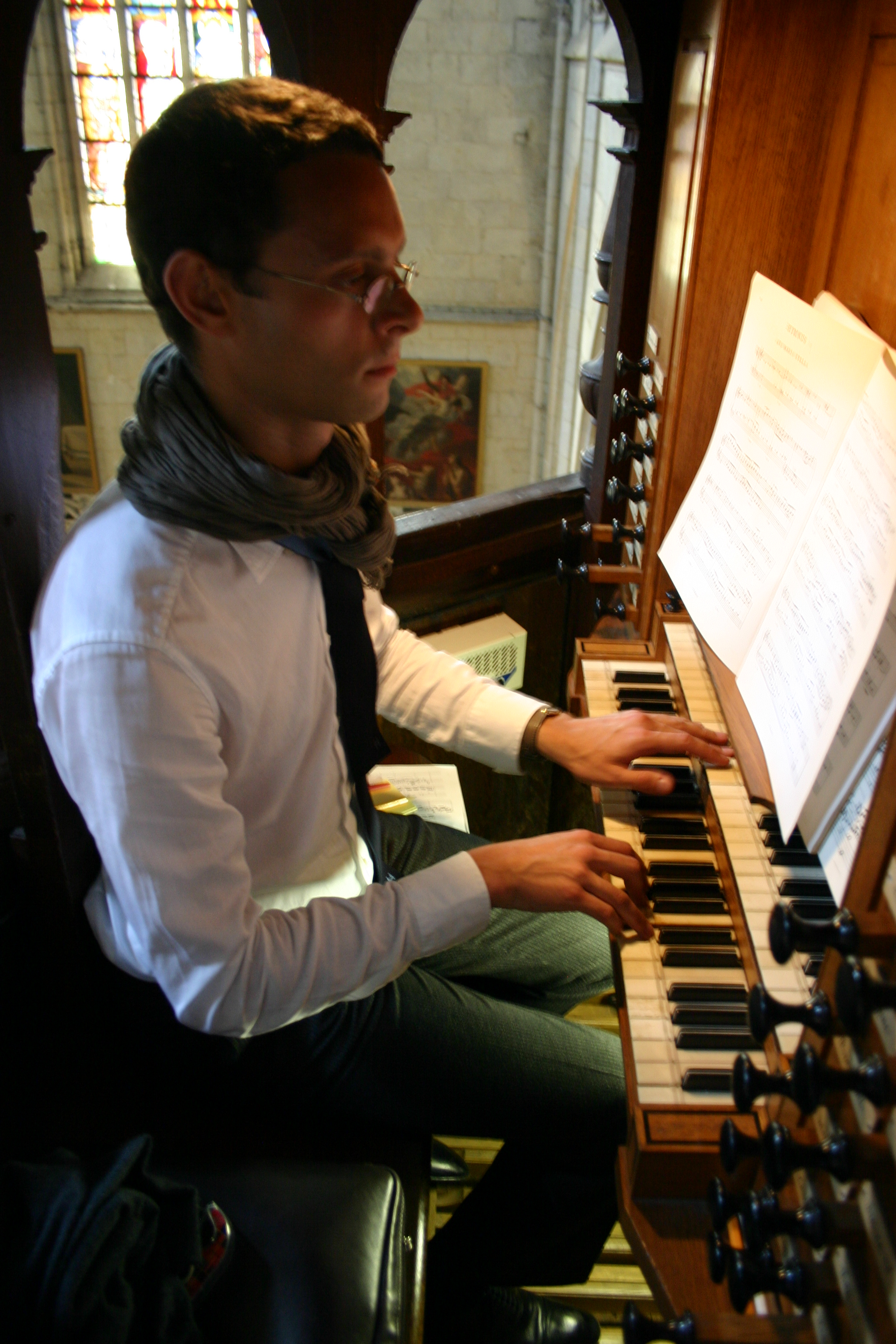
Benjamin Alard à l'orgue de la Ferté-Bernard en 2010.

### Autres enregistrements au clavecin
- Benjamin Alard joue J.S. Bach - Transcriptions pour clavecin réalisées par Bach d’œuvres de lui-même, Reincken et Vivaldi (2007 - Hortus 050)
- Manuscrit Bauyn - Œuvres de Froberger, L. Couperin, Rossi, Frescobaldi (2008 - Hortus 065)
- J.S. Bach - Sei Suonate a violino solo e cembalo concertato BWV 1014-1019 - avec François Fernandez, violon et Philippe Pierlot, basse de viole (2009 - Flora 1909)
- J.S. Bach - Clavier Übung I - Partitas BWV 825-830 (2010 - Alpha 157)
- J.S. Bach - Clavier Übung II - Concerto italien, Ouverture à la française (2011 - Alpha 180)
- The Couperin Family - Œuvres de Louis Couperin, François Couperin, Armand-Louis Couperin.Clavecin Keith Hill de 2001 d'après Ruckers et Taskin. Enregistré en février 2020 à la Fondation Juan March, Madrid (Janvier 2023, March Vivo MV007)

### Autres enregistrements à l'orgue
- Andreas Bach Buch - Œuvres de Buxtehude, Bach, Fischer, Ritter, Pollarolo, Reincken, Marais (Orgue Rémy Mahler de l'Église à Saint-Étienne-de-Baïgorry, 2006 - Hortus 045)
- J.S. Bach - Sonates en trio BWV 525-530 (Orgue Aubertin de Saint-Louis en l'Ile à Paris, 2009 - Alpha 152)
- Musique française des XVIIe et XVIIIe siècles - Œuvres de Titelouze, Boyvin, F. Couperin (Orgue de l'église Saint-Ouen à Pont-Audemer, 2010 - Hortus 076)
- J.S. Bach - Wachet auf! - Six chorals Schübler BWV 645-650 et autres pièces (Orgue Michel Giroud de l'église Notre-Dame-de-l'Assomption d'Arques-la-Bataille, enregistré en 2016 - L'Autre Monde[34])

### Collaborations artistiques
- Manuel de Falla - Concerto pour clavecin, avec le Mahler Chamber Orchestra dirigé par Pablo Heras-Casado (Harmonia Mundi - février 2024)
- Louis-Nicolas Clérambault - Cantates françaises, avec l'ensemble A Nocte Temporis (2018 - Alpha 356)
- J.S. Bach - Erbarme dich, avec l'ensemble A Nocte Temporis (2016 - Alpha 252)
- Georg Philipp Telemann - Concertos pour trompette et cor avec La Petite Bande (2016 - Accent 24318)